# Scout Taylor-Compton
Scout Taylor-Compton (sinh ngày 21 tháng 2 năm 1989) là một nữ diễn viên điện ảnh người Mỹ. Cô được biết đến qua nhiều vai diễn nhỏ trong những loạt phim trên tivi cũng như nhiều phim điện ảnh, chủ yếu là thể loại phim kinh dị. Vai diễn đáng chú ý nhất của cô là Laurie Strode trong phim Halloween (2007) và Halloween II (2009), cũng như vai Lita Ford trong phim The Runaways (2010).

## Thân thế và sự nghiệp
Scout Taylor-Compton sinh ra tại thành phố Long Beach, California. Cô là một trong những diễn viên khá nổi tiếng hiện nay, không những là diễn viên mà cô cũng từng là ca sĩ, người chơi trống trong ban nhạc. Scout tiết lộ rằng khi xưa lúc cô còn bé thì cô thích bơi lội, chơi bóng chuyền, làm cổ động viên, nhảy múa và chơi nhạc rock. Ngoài ra cô cũng thích xăm mình bởi vì cô có 4 hình xăm nhỏ trên người. Trước khi bước vào nghề diễn viên, Scout là một người bơi đua và có ý định sẽ tham gia vào AAU Junior Olympics trước khi tập trung vào sự nghiệp diễn xuất.
Scout là fan hâm mộ của thể loại phim kinh dị, cô nói rằng: "Tôi yêu Michael (Michael Myers), Jason (Jason Voorhees) và búp bê ma Chucky". Ngoài loạt phim Friday the 13th, Child's Play, cô cũng thích nhiều phim kinh dị khác như là Thirteen Ghosts, Halloween 4: The Return of Michael Myers và Halloween 5: The Revenge of Michael Myers. Scout còn là fan hâm mộ của nữ diễn viên Danielle Harris, thật trùng hợp là cả hai người đều đóng chung phim Halloween và phần tiếp theo Halloween II, trong bộ phim Charmed thì hai người cũng đóng chung.
Scout được biết là đã chơi trống cho một ban nhạc nào đó vào năm 2003, cô có hi vọng sẽ thành lập một ban nhạc của riêng mình. Cô rất thích mua sắm tại Urban Outfitters, xem chương trình MTV và The History Channel; chương trình tivi yêu thích của cô là Degrassi: The Next Generation. Cô đã tham gia vào công việc từ thiện, tham gia như là một thành viên trẻ nổi tiếng của chương trình Kids With a Cause và tham gia vào các sự kiện của các tổ chức.

## Phim điện ảnh
| Năm  | Tựa phim                                   | Vai diễn                   | Ghi chú                  |
| ---- | ------------------------------------------ | -------------------------- | ------------------------ |
| 1998 | Thursday Afternoon                         | Anna                       | Phim ngắn                |
| 1998 | 6/29                                       | Người con gái thứ 2        | Phim ngắn                |
| 2001 | A Window That Opens                        | Katherine Jane             | Phim ngắn                |
| 2001 | Chicken Night                              | Penny                      | Phim ngắn                |
| 2003 | 7 Songs                                    | Molly                      |                          |
| 2003 | Afterschool Delight                        | Scout                      | Phim ngắn                |
| 2004 | 13 Going on 30                             | Tiffany                    |                          |
| 2004 | Sleepover                                  | Farrah                     |                          |
| 2006 | The Honeyfields                            | Mary Beth                  | Phim ngắn                |
| 2006 | Tomorrow Is Today                          | Julie Peterson             |                          |
| 2006 | Wicked Little Things                       | Sarah Tunny                |                          |
| 2006 | A.W.O.L.                                   | PTA Kid                    | Phim ngắn                |
| 2007 | An American Crime                          | Stephanie Baniszewski      |                          |
| 2007 | Halloween                                  | Laurie Strode              |                          |
| 2008 | April Fool's Day                           | Torrance Caldwell          |                          |
| 2009 | Love At First Hiccup                       | Anya                       |                          |
| 2009 | Obsessed                                   | Samantha                   |                          |
| 2009 | Smile Pretty                               | Nasty                      |                          |
| 2009 | Halloween II                               | Laurie Strode              |                          |
| 2009 | Life Blood                                 | Carrie Lane                |                          |
| 2010 | Thiếu nữ nổi loạn                          | Lita Ford                  |                          |
| 2010 | Love Ranch                                 | Christina                  |                          |
| 2010 | Triple Dog                                 | Liza Naron                 |                          |
| 2012 | The Silent Thief                           | Elise Henderson            |                          |
| 2012 | Tag                                        | Rae                        |                          |
| 2012 | 7500                                       | Jacinta Bloch              |                          |
| 2012 | 247 °F                                     | Jenna                      |                          |
| 2013 | Wet and Reckless                           | Sonya 'Turbo'              |                          |
| 2014 | Flight 7500                                | Jacinta Bloch              |                          |
| 2015 | Tag                                        | Rae                        |                          |
| 2015 | Oán trả oán                                | Crystal                    |                          |
| 2016 | Cured                                      | The Possessed              | Phim ngắn                |
| 2017 | Get the Girl                               | Jade                       |                          |
| 2017 | After Party                                | Julia                      |                          |
| 2017 | Dirty Lies                                 | Stacey                     |                          |
| 2017 | Ghost House                                | Julie                      |                          |
| 2017 | Andover                                    | Emma Grady                 |                          |
| 2017 | Feral                                      | Alice                      |                          |
| 2017 | Diverted Eden                              | Detective Fini             | còn được gọi là Abducted |
| 2018 | Cynthia                                    | Robin                      |                          |
| 2018 | Randy's Canvas                             | Cassie                     |                          |
| 2018 | Edge of Insanity                           | Rylee Summers              |                          |
| 2019 | The Lumber Baron                           | Mary Catherine Rimsdale    |                          |
| 2019 | The Lurker                                 | Taylor Wilson              |                          |
| 2019 | Eternal Code                               | Charlie                    |                          |
| 2020 | Star Light                                 | Bebe                       |                          |
| 2020 | Getaway                                    | Maddy                      |                          |
| 2020 | Penance Lane                               | Sherry                     |                          |
| 2020 | Stay Home                                  | Scout                      | Phim ngắn                |
| 2021 | Grey Café                                  | Jean Grey                  | Phim ngắn                |
| 2021 | Blood Positive                             | Billie                     | Phim ngắn                |
| 2021 | Room 9                                     | Star Bedford               |                          |
| 2021 | Apache Junction                            | Annabelle Angel            |                          |
| 2021 | An Intrusion                               | Detective Savannah Simpson |                          |
| 2021 | A Stalker in the House                     | Alexa                      |                          |
| 2022 | Chân tướng trầm mặc                        | Grace                      |                          |
| 2022 | The Chariot                                | Lauren Reitz / Oliver      |                          |
| 2022 | Allegoria                                  | TBA                        |                          |
| 2023 | The Best Man                               | Hailey                     | chưa phát hành           |
| TBA  | Model House                                | Annie                      | chưa phát hành           |
| TBA  | Captive                                    | Ashley                     | chưa phát hành           |
| TBA  | Room 9 Part 2: They Turned Us Into Killers | Star Bedford               | chưa phát hành           |
| TBA  | Bury the Bride                             | TBA                        | chưa phát hành           |
| TBA  | A Creature was Stirring                    | Liz                        | chưa phát hành           |

## Phim truyền hình
| Năm       | Tựa phim                       | Vai diễn                       | Ghi chú                                                       |
| --------- | ------------------------------ | ------------------------------ | ------------------------------------------------------------- |
| 2000      | Ally McBeal                    | Georgia lúc trẻ                | Tập: "Over the Rainbow"                                       |
| 2000–2006 | Phép thuật                     | Cô tiên                        | 7 tập                                                         |
| 2001      | ER                             | Liz Woodman                    | Tập: "A Walk in the Woods"                                    |
| 2001–2004 | Gilmore Girls                  | Clara Forester                 | 4 tập                                                         |
| 2003      | Frasier                        | Cô gái trong phòng tập thể dục | Tập: "Trophy Girlfriend"                                      |
| 2003      | Audrey's Rain                  | Marguerite lúc trẻ             | Phim lẻ tivi                                                  |
| 2003      | The Lyon's Den                 | Cô gái tên Fenderson           | Episode: "Things She Said"                                    |
| 2003–2004 | The Guardian                   | Tiffany Skovich                | 2 tập                                                         |
| 2004      | Class Actions                  | Lydia Harrison                 | Phim lẻ tivi                                                  |
| 2004      | The Division                   | Katrina "Trina" Merril         | Tập: "The Kids Are Alright"                                   |
| 2004–2005 | Unfabulous                     | Molly                          | Tập: "The Pink Guitar" and "The Partner"                      |
| 2005      | Cold Case                      | Leah vào năm 1993              | Tập: "Wishing"                                                |
| 2005      | Hidden Howie                   | Madison, bạn gái của Jackson   | Chưa biết là mấy tập                                          |
| 2005      | That's So Raven                | Lauren Parker                  | Tập: "Goin' Hollywood"                                        |
| 2006      | Without a Trace                | Emily Grant                    | Tập: "White Balance"                                          |
| 2006      | Standoff                       | Tina Bolt                      | Tập: "Peer Group"                                             |
| 2007      | Close to Home                  | Grace Hendricks                | Tập: "Fall from Grace"                                        |
| 2007      | Bones                          | Celia Nash                     | Tập: "Soccer Mom in the Mini-Van"                             |
| 2007      | Love's Unfolding Dream         | Belinda Tyler                  | Phim lẻ tivi                                                  |
| 2008      | The Governor's Wife            | Hayley Danville                | Phim lẻ tivi                                                  |
| 2010      | CSI: Crime Scene Investigation | Renata Clarke                  | Tập: "Internatal Combustion"                                  |
| 2010      | NCIS: Los Angeles              | Angela Rush                    | Tập: "Full Throttle"                                          |
| 2010      | Chase                          | Không xác định                 | Tập: "Havoc"                                                  |
| 2011      | CSI: NY                        | Emmy Thomas                    | Tập: "Do or Die"                                              |
| 2011      | Breakout Kings                 | Starla Roland                  | Tập: "Fun with Chemistry"                                     |
| 2011      | Halloween Wars                 | Giám khảo khách mời            | Tập: "Underworld"                                             |
| 2012      | Grey's Anatomy                 | Angie                          | Tập: "If Only You Were Lonely"                                |
| 2014      | Major Crimes                   | Becka Wilshaw                  | Tập: "Zoo Story"                                              |
| 2015–2016 | Nashville                      | Erin                           | Vai diễn định kỳ, 7 tập (mùa 4)                               |
| 2016      | Rosewood                       | Christa                        | Tập: "Forward Motion & Frat Life" and "Spirochete & Santeria" |
| 2021      | A Daughter’s Deceit            | Cassie / Mèo Quinn             | Phim lẻ tivi                                                  |
| 2022      | Triple Threat                  | Alex / Raina / Trinity         | Phim lẻ tivi; còn được gọi Framed by My Sister                |